# Egzulant
Egzulant, eksulant (od łac. exsulans, exsulantis - wygnaniec) – szlachcic, który opuścił swój majątek po utracie przez Rzeczpospolitą terenów, na których on się znajdował, na rzecz Rosji lub Imperium Osmańskiego, uchodząc w nowe granice państwa. Szlachta ta zachowała pełnię praw politycznych. Zbierały się sejmiki utraconych ziem, wybierano posłów na Sejm oraz nadawano urzędy związane z województwami, które nie wchodziły już w skład Rzeczypospolitej.
Egzulanci otrzymywali od króla nadania jako odszkodowanie za dobra utracone w wyniku wojen, których to rekompensat szlachta ta natarczywie się dopraszała. W XVII w. miała ona duży wpływ na stosunki polsko-rosyjskie: protestowała przeciwko ratyfikacji traktatu z Moskwą i działała na rzecz odzyskania swoich ziem, pogłębiając tym kłopoty polityczne państwa.
Nadaniami dla egzulantów zajmowały się sejmy jeszcze pod koniec istnienia państwa. Jako grupa istnieli aż do upadku Rzeczypospolitej.